# Haysam Ali
Haysam Ali, né le 10 mai 1988 à São Paulo, est un acteur brésilo-américain. Il s'est fait connaître pour avoir interprété le tueur en série surnommé le « Vampire de Niterói » et pour son rôle principal dans le film Play (2024), dans lequel il a donné vie au personnage Henry Costa,. Au début de sa carrière, il a travaillé dans la promotion d'événements et le marketing numérique, en plus d'avoir participé à l'émission de téléréalité A Fazenda de Verão (2012),.

## Jeunesse
Haysam Ali est né à São Paulo, au Brésil, le 10 mai 1988.Son père est libanais et sa mère est brésilienne,.

## Formation
En 2022, il a obtenu son diplôme du Stella Adler Studio of Acting à Los Angeles,,.

## Carrière
Haysam Ali a commencé sa carrière en organisant des événements en 2009. Il a conçu un circuit de fêtes à São Paulo appelé « Circuito Velvet Club » et a organisé le premier événement LGBTQA+ au Buddha Bar, dans l'ancien bâtiment de Daslu,,,avec la participation de la DJ Samantha Ronson. Plus tard, il a transformé l'héliport de l'Hôtel Tivoli Mofarrej en piste de danse,.
En 2010, Ali a été impliqué dans la création d'une pétition et la collecte de 100 000 signatures pour faire venir Lady Gaga au Brésil,.
En 2012, Ali a été invité à rejoindre le casting de l'émission de téléréalité Fazenda de Verão. Il a quitté l'émission après 43 jours dans la maison en raison de problèmes de santé mentale déclenchés par le stress et la pression de subir du harcèlement pendant sa participation,.
En 2014, il a lancé un blog sur R7.com appelé Sem Censura, qui présentait des interviews avec des célébrités brésiliennes, comme Ticiane Pinheiro. Le blog avait le format d'une émission télévisée,.
En 2017, il s'est installé à New York, où il a dirigé une agence de marketing numérique, travaillant avec des marques telles que AT&T et Frontier Communications.
En 2022, il s'est installé à Los Angeles pour se consacrer pleinement à sa carrière d'acteur. Il a étudié au Stella Adler Studio of Acting.
En 2024, Ali a joué le rôle principal dans le court-métrage Play,.Le film vise à sensibiliser contre le harcèlement,,.
La même année, il a été annoncé qu'il interpréterait le meurtrier Marcelo Costa de Andrade, mieux connu sous le nom de « Vampire de Niterói », dans une pièce de théâtre à Los Angeles.
En 2025, Haysam a interprété le rôle de Benvolio dans un remake de Roméo et Juliette à Los Angeles, Californie.

## Filmographie
- 2012, Fazenda de Verão en tant que membre du casting[13]
- 2024, Play as Henry Costa[22]